# Trenal
Trenal és un municipi francès situat al departament del Jura i a la regió de Borgonya - Franc Comtat. L'any 2007 tenia 356 habitants.

## Demografia

### Població
El 2007 la població de fet de Trenal era de 356 persones. Hi havia 144 famílies de les quals 28 eren unipersonals (8 homes vivint sols i 20 dones vivint soles), 52 parelles sense fills, 52 parelles amb fills i 12 famílies monoparentals amb fills.
La població ha evolucionat segons el següent gràfic:
Habitants censats

### Habitatges
El 2007 hi havia 166 habitatges, 145 eren l'habitatge principal de la família, 8 eren segones residències i 13 estaven desocupats. 162 eren cases i 4 eren apartaments. Dels 145 habitatges principals, 126 estaven ocupats pels seus propietaris, 17 estaven llogats i ocupats pels llogaters i 2 estaven cedits a títol gratuït; 2 tenien una cambra, 7 en tenien dues, 13 en tenien tres, 37 en tenien quatre i 87 en tenien cinc o més. 109 habitatges disposaven pel capbaix d'una plaça de pàrquing. A 47 habitatges hi havia un automòbil i a 88 n'hi havia dos o més.

### Piràmide de població
La piràmide de població per edats i sexe el 2009 era:
| Homes | Edats   | Dones |
| ----- | ------- | ----- |
| 0     | 95 o +  | 0     |
| 0     | 90 a 94 | 8     |
| 0     | 85 a 89 | 0     |
| 4     | 80 a 84 | 0     |
| 16    | 75 a 79 | 12    |
| 0     | 70 a 74 | 12    |
| 4     | 65 a 69 | 4     |
| 4     | 60 a 64 | 4     |
| 4     | 55 a 59 | 12    |
| 24    | 50 a 54 | 12    |
| 12    | 45 a 49 | 16    |
| 4     | 40 a 44 | 16    |
| 28    | 35 a 39 | 20    |
| 16    | 30 a 34 | 12    |
| 0     | 25 a 29 | 0     |
| 4     | 20 a 24 | 4     |
| 4     | 15 a 19 | 12    |
| 4     | 10 a 14 | 12    |
| 12    | 5 a 9   | 36    |
| 4     | 0 a 4   | 16    |

## Economia
El 2007 la població en edat de treballar era de 240 persones, 190 eren actives i 50 eren inactives. De les 190 persones actives 185 estaven ocupades (94 homes i 91 dones) i 7 estaven aturades (2 homes i 5 dones). De les 50 persones inactives 18 estaven jubilades, 22 estaven estudiant i 10 estaven classificades com a «altres inactius».

### Ingressos
El 2009 a Trenal hi havia 145 unitats fiscals que integraven 368,5 persones, la mediana anual d'ingressos fiscals per persona era de 19.495 €.

### Activitats econòmiques
Dels 4 establiments que hi havia el 2007, 3 eren d'empreses de construcció i 1 d'una empresa de comerç i reparació d'automòbils.
Dels 2 establiments de servei als particulars que hi havia el 2009, 1 era un paleta i 1 guixaire pintor.
L'any 2000 a Trenal hi havia 12 explotacions agrícoles.

## Equipaments sanitaris i escolars
El 2009 hi havia una escola elemental integrada dins d'un grup escolar amb les comunes properes formant una escola dispersa.

## Poblacions més properes
El següent diagrama mostra les poblacions més properes.